# کلاغ زنگی ابلق
کلاغ زنگی ابلق (نام علمی: Strepera graculina) نام یک گونه از سرده کلاغ زنگی است.